# Карідурос де Фахардо
Карідурос де Фахардо — чоловіча професійна баскетбольна команда, що базується у м. Фахардо в Пуерто-Рико і грає у Вищій Лізі Пуерто-Рико з баскетболу. Команда була заснована у 1973 році, проте жодного разу не доходила навіть до фіналу Вищої Ліги. Свої домашні матчі Карідурос де Фахардо проводить на Tomás Dones Coliseum.

## Історія
Команда була заснована у 1973 році і брала участь у Вищій Лізі Пуерто-Рико до 2008 року. У 2008 році команда була розформована. 14 січня 2017 року баскетболіст Карлос Арройо придбав франшизу Атеньсес де Манаті й перейменував її на Карідурос де Фахардо. Нова Карідурос де Фахардо знову почала брати участь у Вищій Лізі Пуерто-Рико.
У травні 2021 року команда була продана Ґіґантес де Кароліна, а наступного місяця Карідурос де Фахардо переїхало до Фахардо через поганий стан домашньої арени.